# Khaldoon Al Mubarak

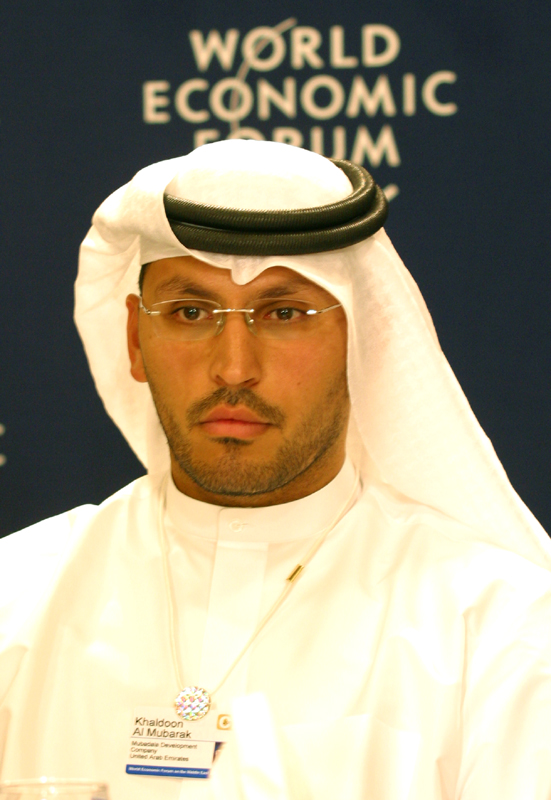
Khaldoon Khalifa Al Mubarak in 2008

Khaldoon Khalifa Al Mubarak (Abu Dhabi, 1 december 1975) is een Emirati-zakenman en de voorzitter van Manchester City FC, City Football Group, en de CEO van Mubadala Investment Company.

## Loopbaan
Hij is geboren in Abu Dhabi en opgeleid in de Verenigde Staten, waar hij een carrière begon in de bouw en het vastgoed, hij werd uiteindelijk de CEO van de Mubadala Development Company. Hij zit in de Raad van bestuur, van First Abu Dhabi Bank, Aldar Properties en Ferrari. Al Mubarak is ook lid van de Abu Dhabi Executive Council en voorzitter van de Executive Affair Authority.
Al Mubarak werd voorzitter van Manchester City Football Club toen de club in september 2008 door de Abu Dhabi United Group werd gekocht. Hij wordt beschouwd als een van de meest vertrouwde adviseurs van de koninklijke familie van de Verenigde Arabische Emiraten.